# Walter IV. (Brienne)
Walter IV. von Brienne (frz.: Gauthier, ital.: Gualtiero; * 1205; † 1246) war ein Graf von Brienne und Jaffa.

## Leben
Er war der Sohn von Walter III. von Brienne und Elvira von Lecce.
Zur Zeit seiner Geburt verlor sein Vater den Kampf gegen die Staufer um den sizilianischen Thron und starb in Gefangenschaft. Das Fürstentum Tarent und die Grafschaft Lecce wurden beschlagnahmt. Walter IV. erbte lediglich die väterliche Grafschaft Brienne. Als Jugendlicher wurde Walter IV. nach Outremer geschickt, wo sein Onkel Johann von Brienne Regent des Königreichs Jerusalem war. Er unterstützte die Barone unter der Führung Johanns von Ibelin, dem „alten Herrn von Beirut“, im Kampf gegen den kaiserlichen Statthalter Richard Filangieri. Um das Jahr 1235 heiratete er Maria von Zypern, Tochter des Königs Hugo I. und der Alice von Champagne, die ihm die Grafschaft Jaffa als Morgengabe in die Ehe brachte.
Walter schloss sich 1239 bis 1240 dem Kreuzzug der Barone an, in dessen Folge Askalon wiedererobert und befestigt wurde. Askalon gehörte einst der Grafschaft Jaffa an, bevor es 1187 von Saladin erobert wurde. Walter aber erhielt nun Askalon nicht zurück, da Kaiser Friedrich II. diese Burg noch im Jahr 1243 an den Johanniterorden verkaufte, welcher die Burg auch tatsächlich in Besitz nahm.
1244 führte Walter das Heer des Königreichs Jerusalem in die Schlacht von La Forbie gegen das der ägyptischen Armee Sultan as-Salihs. Entgegen dem Rat seines syrischen Verbündeten al-Mansur von Homs, sein Feldlager zu befestigen und den möglichen Rückzug der Choresmier abzuwarten, befahl Walter den Angriff. In der folgenden Schlacht wurde das christlich-syrische Heer vernichtend geschlagen. Walter wurde von den Choresmiern gefangen genommen, vor den Mauern Jaffas gefoltert und schließlich nach der Niederlage der Choresmier vor Homs 1246 den Ägyptern ausgeliefert. Er wurde in Kairo eingekerkert und schließlich von Kaufleuten, deren Karawanen er ausgeraubt hatte, mit Einverständnis des Sultans ermordet.
Seine minderjährigen Söhne zogen sich an den Königshof ihres Vetters mütterlicherseits nach Zypern zurück. Die Grafschaft Jaffa wurde 1247 an Johann von Ibelin vergeben. Walters ältester Sohn Johann I. von Brienne wurde sein Nachfolger als Graf von Brienne. Dieser starb 1261 kinderlos auf Zypern. Ihm folgte Walters jüngerer Sohn Hugo von Brienne, der um 1268 Zypern verließ, sich in Süditalien niederließ und sich Karl von Anjou anschloss, von dem er schließlich die Grafschaft Lecce zurückerhielt.
Walters sterbliche Überreste wurden erst gegen Jahresende 1250 von den Mameluken als diplomatisches Entgegenkommen gegenüber Ludwig IX. freigegeben. Sie wurden von seiner Cousine Marguerite de Reynel, der Ehefrau des Balian von Sidon, in der Johanniterkirche St. Johannis zu Akkon bestattet.